# كأس نيوزيلندا 1981
كأس نيوزيلندا 1981 (بالإنجليزية: 1981 Chatham Cup)‏ هو موسم من كأس نيوزيلندا. فاز فيه Dunedin City AFC ‏.